# Pierre Wigny

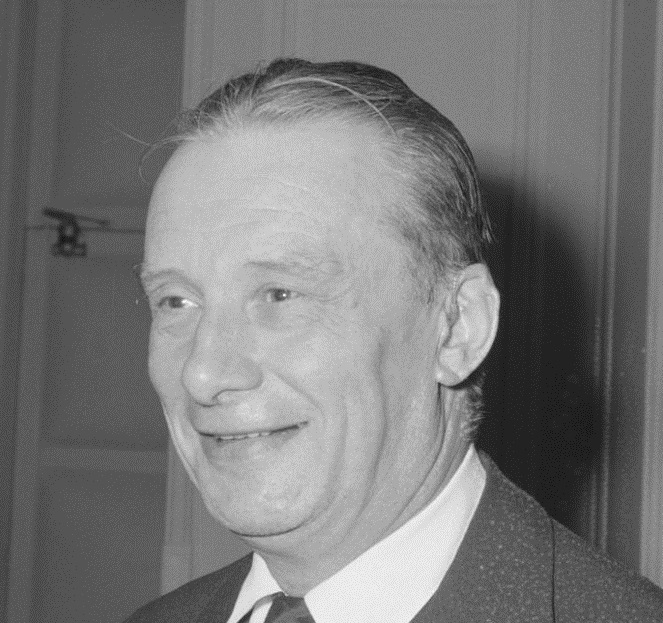
Pierre Wigny, 1966

Pierre Wigny (* 18. April 1905 in Lüttich; † 21. September 1986 in Brüssel) war ein belgischer Politiker (cdH).
Pierre Wigny studierte Rechtswissenschaften an der Harvard-Universität und promovierte dort zum Dr. Jur. 1936 wurde er Generalsekretär des Centre d'étude pour la réforme de l'Etat. 1949 bis 1971 war er Abgeordneter im belgischen Parlament. 1952 bis 1958 war er gleichzeitig Abgeordneter in der parlamentarischen Versammlung des Europäischen Gemeinschaft für Kohle und Stahl, dem Europaparlament. Im Europaparlament ist er 1958 bis 1959 Fraktionsvorsitzende der EVP.
1947 bis 1950 wird er als Nachfolger von Robert Godding Kolonialminister Belgiens. 1958 bis 1961 amtiert er als belgischer Außenminister, 1965 bis 1966 als Justizminister. Im Jahr 1968 wird er letztmals Minister und erhält das Kultusministerium. 1986 wird er mit der Robert-Schuman-Medaille ausgezeichnet. Seit 1954 war er korrespondierendes und seit 1965 ordentliches Mitglied der Académie royale des Sciences, des Lettres et des Beaux-Arts de Belgique.